# Oleg Wladimirowitsch Kaschin

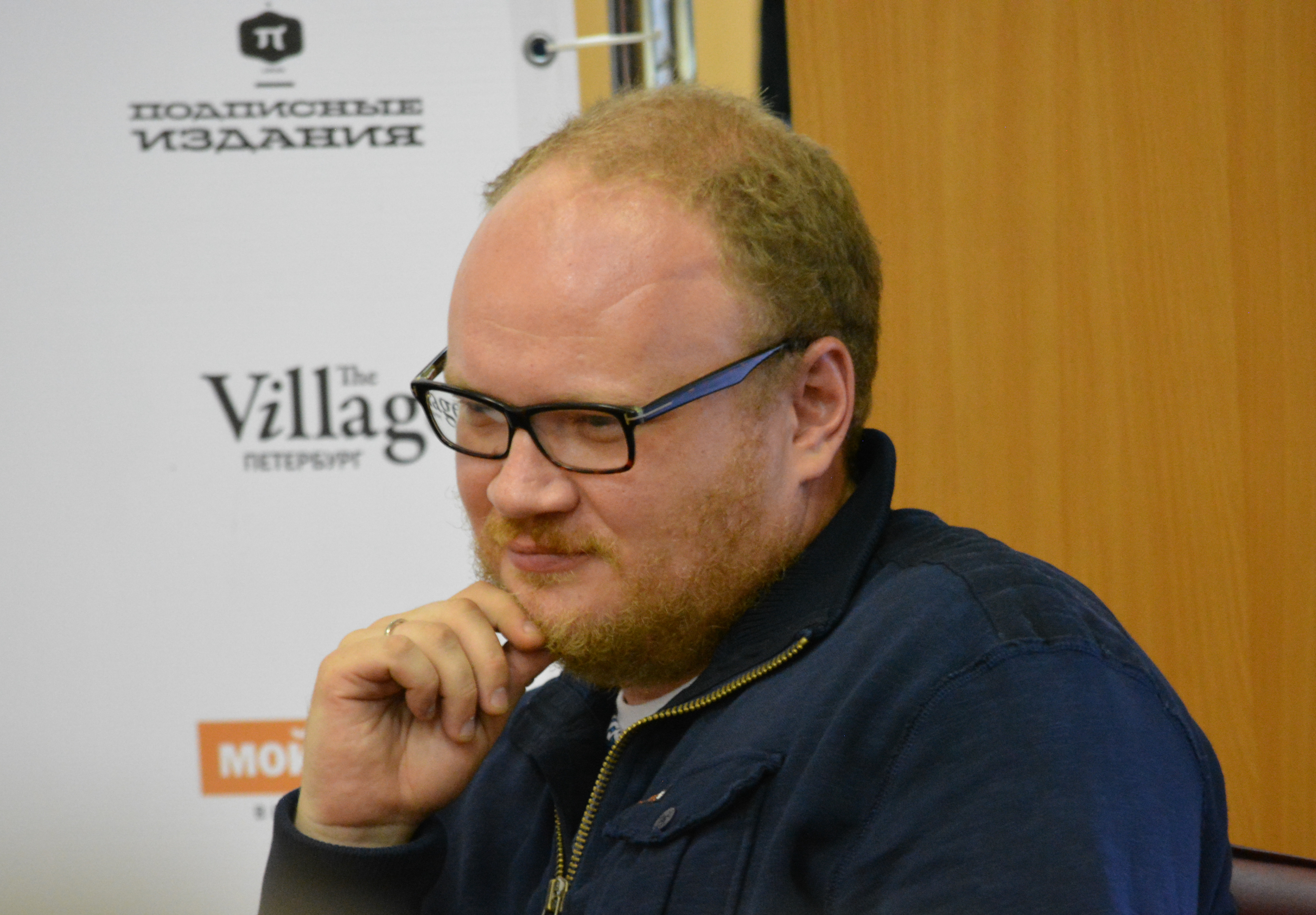
Oleg Kaschin (2014)

Oleg Wladimirowitsch Kaschin (russisch Олег Владимирович Кашин, englische Transkription Oleg Kashin; * 17. Juni 1980 in Kaliningrad) ist ein russischer Investigativjournalist. Er ist einer der bekanntesten Journalisten des Kommersant und setzt sich immer wieder kritisch mit Demokratiemängeln in Russland auseinander. Am 6. November 2010 wurde Kaschin vor seiner Wohnung in Moskau von Unbekannten angegriffen und schwer verletzt.

## Leben
Oleg Kaschin wurde in Kaliningrad geboren, sein Vater war Ingenieur und seine Mutter Ärztin. Im Gymnasium organisierte Kaschin 1990 einen Schulstreik, der allerdings scheiterte.
Sein Studium an der Staatlichen Baltischen Fischereiflotten-Akademie beendete er im Jahre 2001 mit einem Diplom in Marinenavigation. Danach stach er mit dem russischen Segelschulschiff Kruzenshtern zweimal in See und nahm damit als Navigator erfolgreich an internationalen Regatten teil.
Im Mai 2013 wanderte Kaschin zeitweise in die Schweiz aus, wo er in Genf lebte. Im Juni 2015 kehrte er nach Russland zurück.

## Journalistische Arbeit
Von August 2001 bis Mai 2003 schrieb Oleg Kaschin für die Komsomolskaja Prawda in Kaliningrad, wo er sich auf exklusive Interviews spezialisierte. Kaschin interviewte von Regisseur James Cameron über den Philosophen Alexander Sinowjew und den Politologen Gleb Pawlowski bis zu den Schriftstellern Boris Akunin und Wladimir Sorokin viele prominente Persönlichkeiten.
Im Juni 2003 zog Kaschin nach Moskau und arbeitete dort als Autor für die Tageszeitung Kommersant, die in Russland den Ruf einer seriösen und kritischen Informationsquelle hat. Beim Kommersant entwickelte sich Kaschin u. a. zum Experten für die umstrittenen Jugendorganisationen der Regierungspartei. Als einer der bekanntesten Journalisten des Kommersant setzte sich Oleg Kaschin generell kritisch mit Demokratiemängeln in Russland auseinander.
Im September 2005 verließ Kaschin den Kommersant vorübergehend und schrieb für verschiedene Publikationen, u. a. für die Tageszeitung Iswestija und für die Boulevardzeitung Twoi den („Dein Tag“). Mit Marija Jegorowna Gaidar, Tochter des ehemaligen russischen Ministerpräsidenten Jegor Gaidar, produzierte er die Sendung Tschornoje i beloje („Schwarz und Weiß“) im TV-Kanal O2TV.
Von April 2007 bis 2009 war Kaschin regelmäßiger Autor und stellvertretender Chefredakteur des russischen Magazins Russkaja schisn („Russisches Leben“).
Im Jahre 2009 kehrte Oleg Kaschin zum Kommersant zurück. Kaschin schrieb zuletzt über das umstrittene Bauprojekt einer Autobahn, für die ein Wald bei Moskau abgeholzt werden soll. In dieser Auseinandersetzung war schon Ende 2008 der Journalist Michail Beketow, der sich für den Erhalt des Waldes eingesetzt hatte, von Unbekannten lebensgefährlich verletzt worden.
Auch Oleg Kaschin exponiert sich in der Öffentlichkeit. So gehört er zu den produktivsten russischen Twitter-Nutzern, alleine am Tag vor dem Überfall auf ihn am 5. November 2010 schrieb Kaschin 49 Tweets (Kurz-Nachrichten) auf Twitter. Seine Beiträge auf Twitter und in seinem LiveJournal-Weblog werden auch von Journalisten-Kollegen als provozierend bezeichnet.
Im Oktober 2010 verweigerte der Pressedienst des Präsidenten Oleg Kaschin die Akkreditierung für eine Veranstaltung mit Medwedew mit der Begründung, Kaschin sei beim nicht genehmigten „Marsch der Dissenten“ im Frühjahr 2007 festgenommen und danach auf eine schwarze Liste des Föderalen Sicherheitsdienstes FSB gesetzt worden. Die Redaktion des Kommersant bezeichnete diese Weigerung als rechtswidrig.
Am 13. Oktober 2011 wurde Oleg Kaschin zusammen mit dem tunesischen Journalisten Fahem Boukaddous und dem deutschen Fernsehreporter Stefan Buchen mit dem Preis für die Freiheit und Zukunft der Medien der Medienstiftung der Sparkasse Leipzig ausgezeichnet.
2014 unterstützte Kaschin offen die Annexion der Krim durch die Russische Föderation und nannte sie eine Wiederherstellung der historischen Gerechtigkeit. Er hat für die einflussreiche russisch-nationalistische Publikation Sputnik i Pogrom über die Ereignisse auf der Krim von 2014 und den Krieg im Donbass berichtet.
Oleg Kaschin schreibt auch für das Portal Republic. Im Februar 2018 schrieb Kaschin zur Schließung des Investigativ-Portals Russiangate, nach dessen Bericht über eine undeklarierte Immobilie von Alexander Bortnikow, Direktor des FSB, dass sich ein solcher Vorgang nach den Maßstäben der russischen Presse der 1990er-Jahre „nicht im geringsten von offener Zensur“ unterscheide.

## Überfall vom 6. November 2010

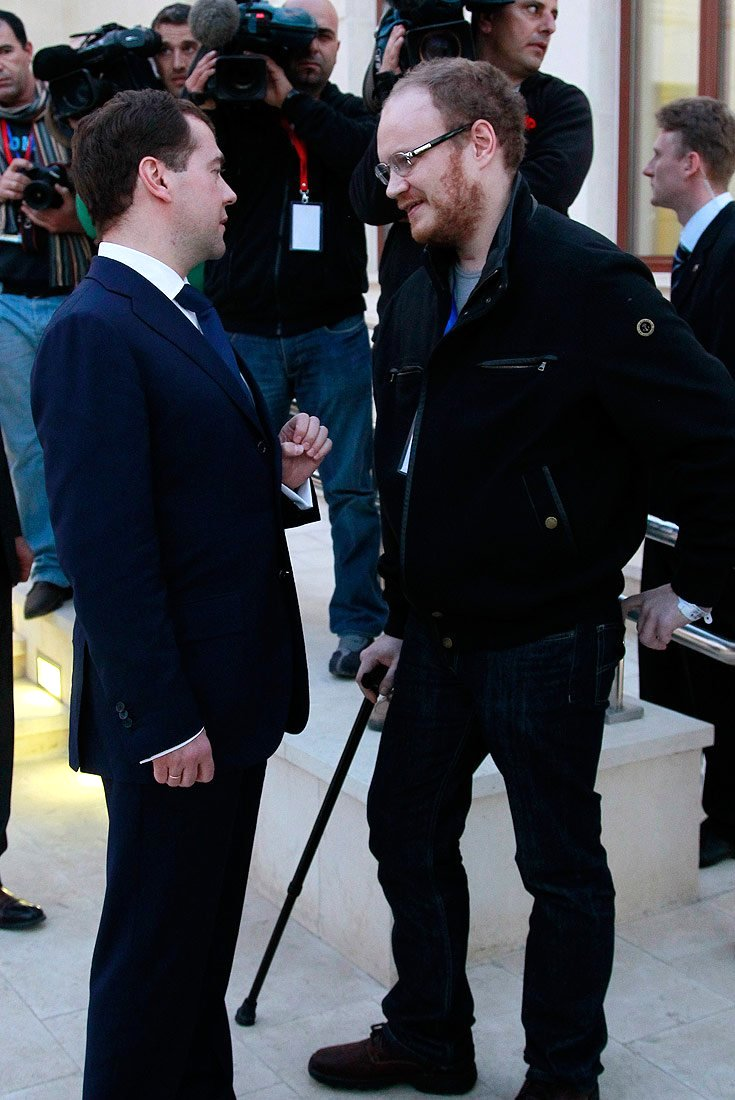
Der damalige russische Präsident Dmitri Medwedew trifft den verletzten Oleg Kaschin (18. Januar 2011, Jericho)

Oleg Kaschin wurde am 6. November 2010 vor seiner Wohnung in Moskau von zwei Unbekannten brutal zusammengeschlagen. Die mit Blumensträußen getarnten Angreifer lauerten Kaschin in der Nacht auf und brachen ihm unter anderem den Kiefer, beide Beine sowie die Hände. Gemäß ersten Untersuchungen erlitt Kaschin auch schwere innere Verletzungen. Eine Videoaufnahme der Überwachungskamera vor Kaschins Haus zeigt, mit welcher Brutalität und wie gezielt die Täter dem Journalisten mit massiven Stangen die Beine und Hände brachen.
Generalstaatsanwalt Juri Tschaika leitete ein Ermittlungsverfahren wegen versuchten Mordes ein. Bürgerrechtler und der Journalistenverband sowie die Menschenrechtsorganisation Amnesty International zeigten sich entsetzt und forderten eine schnelle Aufklärung. Der damalige Präsident Dmitri Medwedew erklärte via Twitter umgehend, Staatsanwaltschaft und Innenministerium sollten den Angriff auf den Journalisten aufklären: „Die Verbrecher müssen bestraft werden.“

## Familie
Seit Dezember 2006 ist Oleg Kaschin mit der Kommersant-Journalistin Jewgenija Milowa verheiratet. Am 11. Februar 2015 kam der gemeinsame Sohn zur Welt.

## Veröffentlichungen
- ‘’Roissja Wperde’’, Ad Marginem Press, Moskau 2010, ISBN 978-5-91103-061-2.
  - In deutscher Übersetzung von Franziska Zwerg: ‘’Es geht voran’’, Aufbau Verlag, Berlin 2012, ISBN 978-3-351-03383-5.